# Groß Haßlow
Groß Haßlow ist seit dem 26. Oktober 2003 ein eingemeindeter Ortsteil der Stadt Wittstock/Dosse im Landkreis Ostprignitz-Ruppin in Brandenburg. Der Ortsteil hat mit Klein Haßlow und Randow 225 Einwohner, davon leben 115 in Groß Haßlow (Stand: 31. Dezember 2022).

## Geographie
Groß Haßlow liegt nordöstlich der Kernstadt Wittstock in der flachen Landschaft der Wittstock-Ruppiner Heide. Zu ihm gehören die Gemeindeteile Klein Haßlow mit 77 Einwohnern und Randow mit 45 Einwohnern. (Stand 2012)

## Geschichte
Groß Haßlow, Klein Haßlow und Randow wurden das erste Mal im Jahr 1274 urkundlich erwähnt.
Am 1. Juli 1950 wurden die bis dahin eigenständigen Gemeinden Klein Haßlow und Randow eingegliedert.
Nach 1952 gehörte die Gemeinde Groß Haßlow zum damaligen Kreis Wittstock. Ab 1992 gehörte die Gemeinde zum Amt Wittstock-Land, die Kreisstadt war bis 1993 Wittstock. Ab Dezember 1993 wurden die Landkreise im Land Brandenburg neu geordnet. Groß Haßlow gehörte ab dann zum Landkreis Ostprignitz-Ruppin. Mit der Brandenburger Gemeindegebietsreform im Jahr 2003 wurde Groß Haßlow ein Ortsteil der Stadt Wittstock/Dosse.

## Hühnermastanlage
In Groß Haßlow ist die Hühnermastanlage der „Prignitzer Broilermast“ mit Sitz in Fretzdorf/Wittstock im Bau. Sie gehört zu 50 % der Unternehmensgruppe von Franz-Josef Rothkötter aus dem niedersächsischen Wietze und soll dem Geflügelschlachthof Wietze zuliefern. Die anderen 50 % der „Prignitzer Broilermast“ gehören der Fortwengel-Holding mit Sitz in emsländischen Sögel. Das brandenburgische Landes Amt für Umwelt – und Verbraucherschutz hat der Mastanlage in Groß Haßlow am 19. November 2012 die Baugenehmigung für das Projekt erteilt. Der NABU und eine Bürgerinitiative klagten gegen die Errichtung der Anlage wegen Verfahrensfehlern und der Bedrohung des in der Nähe liegenden Naturschutzgebiets. Am 5. Juli 2014 haben sie vor dem Verwaltungsgericht in Potsdam in erster Instanz einen Baustopp erreicht.

## Ortsname
Die Bedeutung des Namens „Haßlow“ bei der Entstehung des Ortes: „Hof im Haselnussdickicht, Siedlung mit Haselnusssträuchern bestandene Aue“.